# Matani Kainuku
Matani Kainuku (né en 1973 en Polynésie française) est une personnalité du monde de la danse traditionnelle tahitienne, un fonctionnaire et un conseiller municipal français. Il est chef de la troupe d''ori tahiti Nonahere et membre de jurys de concours de danse. Il travaille par ailleurs dans le domaine de l'éducation depuis de nombreuses années : d'abord enseignant spécialisé puis conseiller pédagogique, il est depuis 2021 inspecteur de l'Éducation nationale.

## Carrière dans l'Éducation Nationale
Il entre à l'École normale en 1993 et effectue son stage à To’ata. Il passe ensuite un concours pour devenir enseignant spécialisé auprès d'enfants en difficulté et enseigne sept ans à Papenoo.
En 2010, il devient conseiller pédagogique dans le secteur de Arue, Mahina et Hitiaa O Te Ra.
En 2021, il réussit le concours d'Inspecteur de l'Éducation nationale et est affecté à Elbeuf pour son année de stage. Après un an passé en métropole, il demande à revenir exercer en Polynésie à la rentrée 2022. Cela lui est refusé par le ministère de l'Éducation polynésien, il introduit donc un recours auprès du tribunal administratif. Face à ce refus, un comité de soutien est monté. Ses membres demandent le retour de Kainuku en Polynésie et souhaite que les locaux qualifiés soient prioritaires sur les postes en Polynésie pour ce type de mutations. Le ministère répond cependant au recours en indiquant qu'il s'agit de la procédure habituelle : les Polynésiens qui obtiennent le concours d'inspecteur sont affectés en métropole pour une durée de deux ans, soit un an de stage puis un an en poste. Kainuku obtient une mutation pour revenir en Polynésie française au 1er août 2023.
Pour son premier poste en Polynésie à partir de 2023, il est responsable des 21 Centres des jeunes adolescents (CJA) du territoire, qui rassemblent 500 élèves.

## Carrière artistique

### Nonahere
En 2003, il fonde le groupe de danse Nonahere, qu'il dirige toujours. En 2016, la troupe comprend à la fois une école de danse de 90 élèves et un groupe de danse de 50 personnes, soit au total 140 personnes.
La troupe se produit régulièrement en spectacle en dehors du Heiva,,. Elle a remporté des prix au Heiva i Tahiti en 2005, 2006, 2007 et 2008. Absente du festival pendant quelques années, elle y retourne en 2018.

### Concours de danse
En 2016, Kainuku lance avec Nonahere la coupe du monde de 'ori tahiti, qui fait partie du Heiva international. Les candidats viennent des États-Unis, du Mexique, du Chili et quelques uns de Tahiti. Le concours comprend deux épreuves, un thème libre et un thème imposé. Le jury est présidé par Makau Foster. Selon Matani Kainuku, ce concours se distingue d'autres événements comme le 'Ori Tahiti Nui World Championship parce qu'il met l'accent sur la dimension culturelle et sur la langue tahitienne plus que sur la technicité de la danse. Il considère aussi que ce concours, d'ailleurs soutenu par la Maison de la Culture, participe à la promotion de la culture polynésienne et profite à l'économie locale, les candidats devant se loger sur place et acheter à des artisans les éléments de leurs costumes végétaux,.
Matani Kainuku a fait partie du jury du Heiva i Tahiti pendant plusieurs années, notamment en 2016 et 2017. Il préside également le jury du concours de danse Hura Tapairu depuis les débuts du concours,.

### Chant
Il interprète la chanson Tō ’ai’a here (titre français : Notre Terre) dans la bande originale tahitienne du film Vaiana (Moana en tahitien), en tant que voix chantée du chef Tui, père de Vaiana,.

## Conseiller municipal
Il est 9e adjoint au maire de la commune de Mahina (Tahiti), chargé de la culture, du tourisme, des langues polynésiennes, du patrimoine et relations internationales et de l'animation de la ville, ainsi que membre de la commission du développement économique et culturel.